# Association cinématographique du Mandchoukouo
L'association cinématographique du Mandchoukouo (満洲映画協会, Manshu Eiga Kyokai, ou 満映 (Man'ei)) (chinois: 株式會社滿洲映畫協會), aussi connue sous le nom de « Production cinématographique de Mandchourie », est une société de production de cinéma japonaise basée au Mandchoukouo et active durant les années 1930 et 1940.

## Histoire

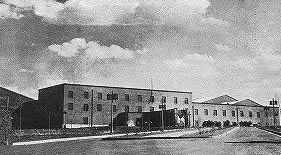
Les studios de l'association cinématographique du Mandchoukouo.

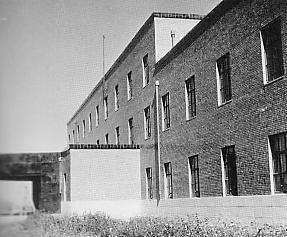
Les studios de l'association cinématographique du Mandchoukouo.

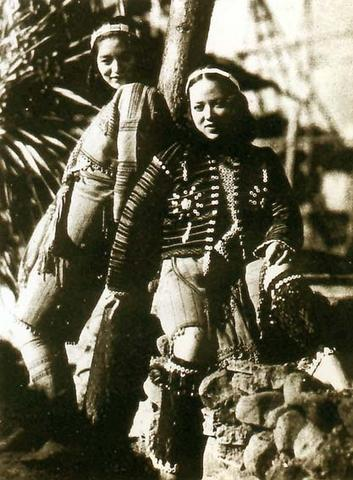
Scène du film Sayon no kane (1943) produit par l'association avec Ri Kōran.

L'association cinématographique du Madchoukouo est établie le 14 août 1937 en tant que « Compagnie politique nationale » (国策会社), une société partagée entre le gouvernement du Mandchoukouo et la société des chemins de fer de Mandchourie du Sud. Les studios d'origine étaient situés dans une ancienne usine de laine, et les bureaux de la direction dans l'ancien institut d'architecture de Jilin (吉林省建築設計院). Contrairement aux marchés de films japonais ouvertement « coloniaux » de Taïwan et de Corée, l'association cinématographique du Mandchoukouo était la première à être présentée par les Japonais comme un studio chinois. L'association est née dans la division photographique de la société des chemins de fer de Mandchourie qui était initialement chargée de produire des films éducatifs et industriels sur le Mandchoukouo pour éduquer les spectateurs japonais. Negishi Kan'ichi, directeur des studios Tamagawa de la Nikkatsu, est recruté par l'association pour rationaliser la production de longs-métrages. Les messages promotionnels de l'association arguaient que le studio était le plus artistique de toute l'Asie à l'époque.
Nobusuke Kishi, l'un des politiciens les plus impliqués dans le développement industriel du Mandchoukouo, embauche Masahiko Amakasu, directeur du ministère des Affaires civiles du Mandchoukouo, pour diriger la société en 1939 à la place de Negishi. Amakasu se consacre entièrement à sa nouvelle nomination et utilise son statut d'amateur dans l'industrie cinématographique et sa notoriété pour son rôle dans les meurtres de Sakae Osugi et de sa famille (l'incident d'Amakasu) pour préserver l'indépendance du studio de l'industrie cinématographique japonaise. Amakasu est régulièrement critiqué et parfois hostile aux critiques japonaises. Pendant un séjour en 1936 en Allemagne nazie et en Italie fasciste, Amakasu visite les grands studios européens d'Universum Film AG et de la Cinecittà. Dès sa prise de poste, Amakasu était déterminé à rationaliser le système de production du studio pour concurrencer à la fois l'industrie cinématographique japonaise et Hollywood. Il utilisait des agents de la compagnie Towa pour lui procurer les derniers films allemands et les nouvelles techniques de production. Amakasu accueillait également des notables de l'industrie japonaise comme des acteurs vedettes, des réalisateurs, ou des chefs d'orchestre comme Takashi Asahina. La particularité la plus unique du studio d'Amakasu était sans doute son personnel. Bien qu'Amakasu était considéré d'extrême-droite, il fut exceptionnellement ouvert d'esprit en embauchant des partisans de gauche et des sympathisants communistes à une époque où ils étaient purgés de l'industrie cinématographique japonais. Dans un sens, l'association ressemblait à Hollywood, Universum Film AG, Cinecittà, et Shanghai en tant que centre cinématographique cosmopolite composé d'un personnel d'origines diverses et de différentes tendances politiques.
Amakasu est considéré comme celui ayant lancé la carrière de l'actrice et chanteuse Yoshiko Ōtaka, mieux connue sous le pseudonyme de « Ri Kōran ». Mais plus important, le studio durant la direction d'Amakasu était unique pour son insistance de l'auto-suffisance. Contrastant avec les autres marchés de films coloniaux japonais, Amakasu avait réalisé que son public premier n'était pas les Japonais, mais plutôt les Mandchous. Dans un article de journal de 1942 titré « Produire des films pour les Mandchous », Amakasu déclare : « Il n'y a absolument pas besoin de faire des films d'un Mandchoukouo exotique pour le Japon. Le Japon fera ses propres films avec sa propre vision de ce pays, en vulgarisant les aspects typiques de la Mandchourie. Nous ne devons pas oublier que notre cible est les Mandchous mais que rien ne nous empêche de faire des films pour le Japon ».
Le studio produit un nombre important de films qu'on peut classer en trois catégories : « Drame humain », « Éducatif » et « Documentaire ». Le gouvernement japonais continua à le soutenir financièrement et l'association produisit des œuvres montrant le gouvernement du Mandchoukouo sous le meilleur jour possible.

## Séparation
En 1945, après l'invasion soviétique de la Mandchourie et le chaos qui suivit la reddition du Japon, le studio s'est désintégré. Son équipement fut volé par l'armée rouge et Masahiko Amakasu se suicida avec du poison. En août 1945, le parti communiste chinois et le Kuomintang se battirent pour obtenir les droits de l'ancienne société. En avril 1946, le parti communiste prit officiellement le contrôle de l'association, et la fusionna dans le studio du Nord-Est (es). La collection du studio fut plus tard intégrée au studio Changchun (zh), l'un des poids lourds de la production cinématographique en république populaire de Chine.

## Postérité
L'association cinématographique du Mandchoukouo est l'une des compagnies les plus controversées de l'histoire du cinéma chinois, car ses films sont considérés comme de la propagande et un élément de l'invasion culturelle japonaise en Chine.
Environ la moitié des copies originales des films de l'association est capturée par les Soviétiques juste après la reddition japonaise. En mai 1995, le Japon racheta enfin ces films. Une compagnie japonaise réunit alors les films en 30 épisodes pour les vendre au Japon à 300 000 yen. Le gouvernement chinois émit une plainte officielle sur la légitimité de l'achat par le Japon car il revendiquait la propriété de toutes les œuvres du Mandchoukouo, et les films furent reproduits sans l'autorisation de la Chine. Le Japon accepta de rendre quelques films en compensation. Certains sont aujourd'hui préservés aux archives cinématographiques nationales de Chine, et d'autres au studio Changchun.